# فرودگاه آبی هی ریور/برابانت لاج
فرودگاه آبی هی ریور/برابانت لاج (به انگلیسی: Hay River/Brabant Lodge Water Aerodrome) یک فرودگاه خصوصی است . این فرودگاه در کشور کانادا قرار دارد و در ارتفاع ۱۵۷ متری از سطح دریا واقع شده‌است.